# Каза Пераца (Терни)
Каза Пераца је насеље у Италији у округу Терни, региону Умбрија.
Према процени из 2011. у насељу је живело 81 становника. Насеље се налази на надморској висини од 576 м.